# Стега
Стега — первый письменный закон Черногории, который имел только шесть пунктов. Был принят на собрании в Цетинье, после битвы под Мартиничами и Битве при Крусах в 1796 году, в котором черногорская армия во главе с Петром Цетинским победила турецкую армию, в сражении при Круссах также был убит визирь Скадара Махмуд-паша Бушатлия. 
Закон был принят под руководством Петра Цетинского, и гласил, что жители Черногории все свои политические и военные действия будут вести только совместно. Под руководством Петра Цетинского также был принят «Законник общий Черногории и Брды (Гор)», а также во время его правления Черногорией был создан первый орган государственной власти —«Правительство суда черногорского и брданского».
Стега была легализацией борьбы черногорцев против турок. Первый пункт этого закона гласит, что нужно воевать за православие. Второй пункт говорит, что все черногорцы должны прийти на помощь любому горному племени, на которое напали турки. Третий пункт предусматривает месть за убийство своих. Четвертый пункт проклинает потомков предателей. Пятый пункт представляет собой клятву соблюдать Стегу. Шестой пункт обязывает хранить Стегу и передавать её потомкам.